# Herman Vroom
Hermanus Bernardus Vroom (Groningen, 20 juli 1925 - onbekend, 24 april 2017) was een Nederlands jurist en vicepresident van de Hoge Raad der Nederlanden.
Vroom, zoon van een Groningse winkelier, studeerde notarieel recht aan de Universiteit Leiden (afstuderen 1953) en rechten aan de Universiteit van Amsterdam (afstuderen 1955), waarna hij kandidaat-notaris in zijn geboortestad Groningen werd. In 1957 werd hij substituut-griffier bij het Gerechtshof Leeuwarden, wat hij bleef tot hij in 1961 rechter werd bij de Rechtbank Maastricht. In 1967 keerde hij terug naar Leeuwarden, ditmaal als vicepresident van de rechtbank aldaar.
Op 11 september 1968 werd Vroom door de Hoge Raad aanbevolen voor benoeming tot raadsheer, ter vervulling van een vacature die was ontstaan door het pensioen van Lambertus Loeff. De Tweede Kamer nam de aanbeveling ongewijzigd over op haar voordracht en de benoeming volgde op 5 november van dat jaar. Op 5 januari 1977 werd Vroom benoemd tot vicepresident van de Hoge Raad, tot hem met ingang van 1 september 1986 op verzoek ontslag werd verleend.
Vroom was sinds 1976 voorzitter van de Raad voor de Journalistiek. Hij overleed in 2017 op 91-jarige leeftijd.